# McLaren Speedtail
La Speedtail est une hypercar de la gamme "Ultimate Series" du constructeur automobile britannique Mclaren, dévoilée le 26 octobre 2018.

## Présentation
La McLaren Speedtail (code BP23) est une supercar ou « Ultimate Hyper-GT » selon le constructeur anglais, remplaçante de la McLaren P1 et surtout digne héritière de la mythique McLaren F1 qui, comme cette dernière, est limitée à 106 exemplaires.
Elle est présentée le 26 octobre 2018 lors d'un événement spécifique à Londres, au Royaume-Uni, et elle est commercialisée au tarif de 1,6 million de livres sterling hors taxe.

## Caractéristiques techniques

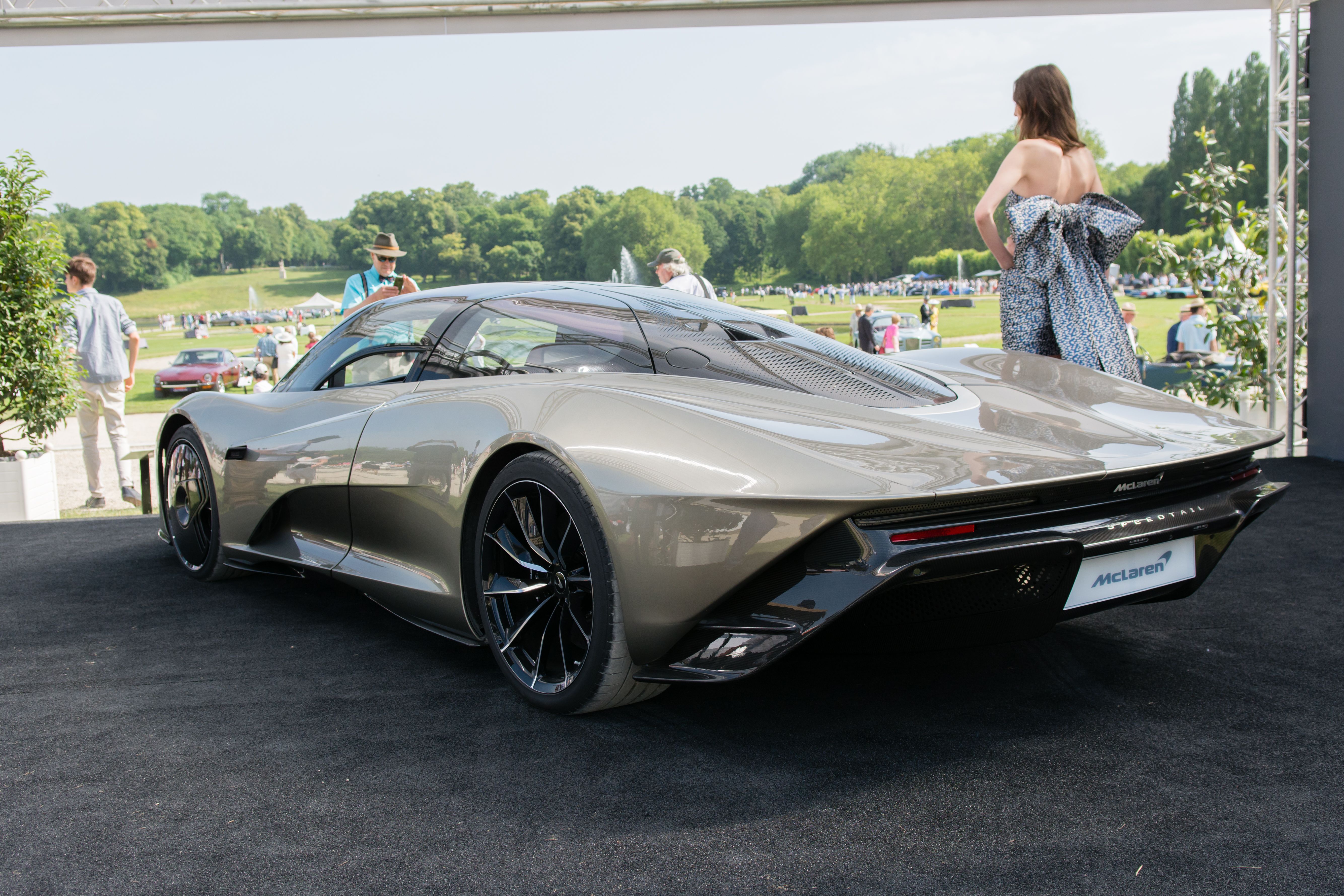
Vue arrière.

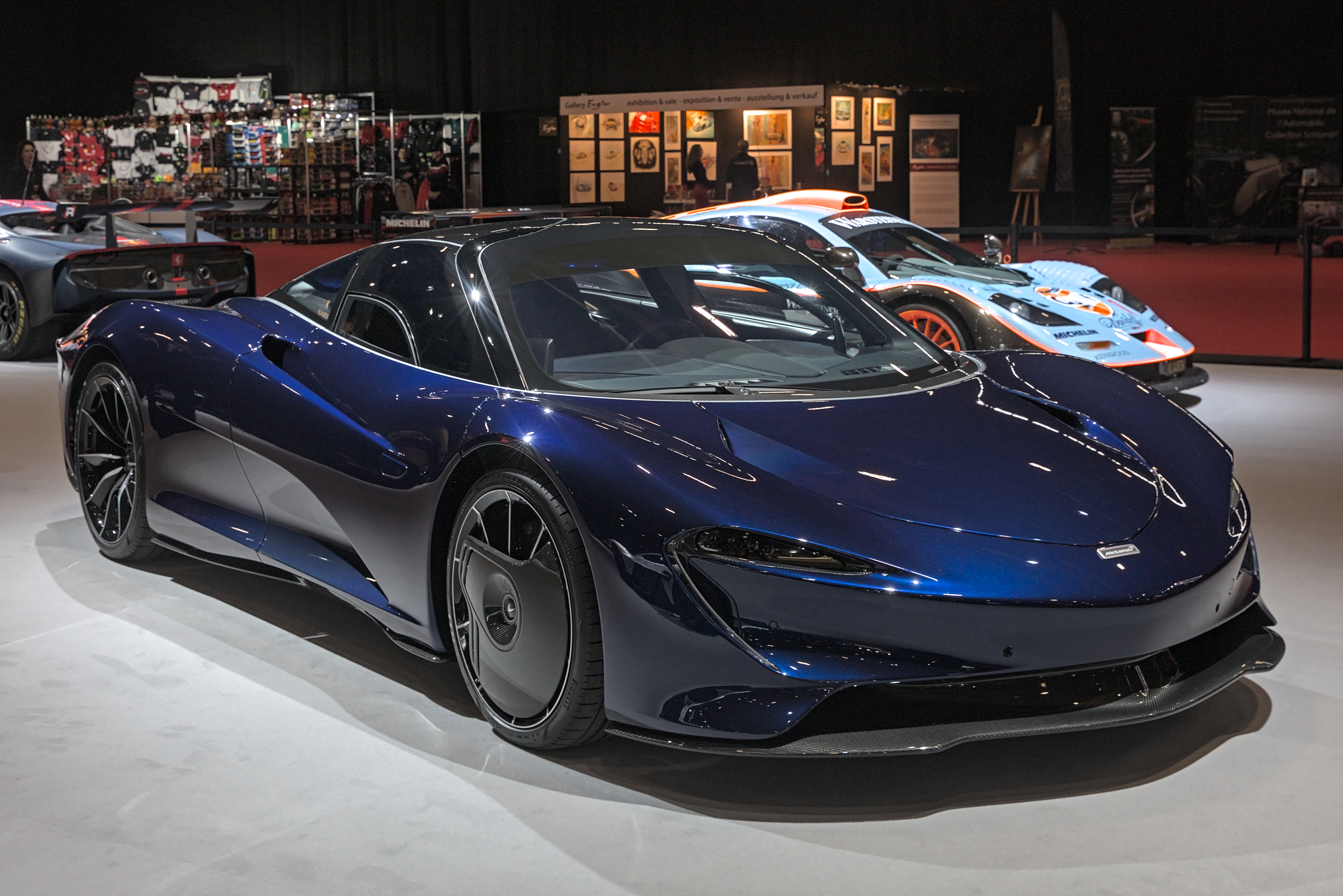
McLaren Speedtail.

La Speedtail reprend la configuration trois places de la McLaren F1, avec le pilote placé au centre du cockpit et deux sièges placés en arrière.
En collaboration avec l'horloger Richard Mille, la Speedtail utilise pour la première fois en automobile la technologie Thin-Ply Technology (TPT), un matériau composé d'une multitude de couches de carbone de 30 microns, chacune positionnée à 45°, que l'on retrouve sur le panneau de commande supérieur, la base du volant et les palettes de commandes des vitesses, tout comme dans la montre Richard Mille RM 11-03 McLaren créée en étroite collaboration avec le directeur de la conception de McLaren, Rob Melville.

### Motorisation
La Speedtail reçoit une motorisation hybride constituée d'une évolution du V8 4.0 biturbo de la McLaren Senna associé à un moteur électrique, fournissant une puissance de plus de 1 000 ch et permettant une vitesse de 403 km/h, supérieure à son aînée (391 km/h).
|                    | McLaren Speedtail                        |
| ------------------ | ---------------------------------------- |
| Moteur             | V8                                       |
| Alimentation       | Bi-turbo                                 |
| Cylindrée          | 3 994 cm3                                |
| Puissance maximale | 1 070 ch                                 |
| Couple maximal     | 1 150 N m                                |
| Transmission       | Propulsion                               |
| Boite de vitesses  | 7 rapports, double embrayage automatique |
| Vitesse maximale   | 403 km/h                                 |
| 0-100 km/h         | 3,0 s                                    |
| 0-300 km/h         | 12,8 s                                   |
| Masse à vide (kg)  | 1 430 kg                                 |
| Prix (hors taxes)  | 1 600 000 £                              |